# 泉州厝
泉州厝，是臺灣彰化縣伸港鄉的一個地名，位於該鄉西南部。相較於今日行政區，其範圍大致包括曾家村不含北部、泉厝村不含北部凸出部分、泉州村。

## 歷史
台灣清治末期至日治初期，泉州厝地區為一街庄，稱為「泉州厝庄」，隸屬於線西堡。該庄西邊臨海，昔日海岸線約在蚵寮與今海岸線之間，其外側有大片沙洲；北及東與新港庄為鄰，東南與月眉庄為鄰，南邊為十五張犁庄、下見口庄。
1901年（日治明治三十四年）11月，該庄隸屬於彰化廳。1909年（明治四十二年）10月，改隸屬於臺中廳。1920年（大正九年），該庄改制為「泉州厝」大字，隸屬於臺中州彰化郡線西庄。
戰後線西庄改制為線西鄉，隸屬於彰化縣，大字亦改制為村。1950年7月，線西、新港分治，本地區改隸屬新成立的新港鄉。1959年7月，因與嘉義縣新港鄉同名，經抽籤後鄉名改為伸港鄉。

## 海岸變遷
相較於1904年《臺灣堡圖》所繪，泉州厝地區海岸線已向西延伸約500公尺。

## 彰化濱海工業區線西區

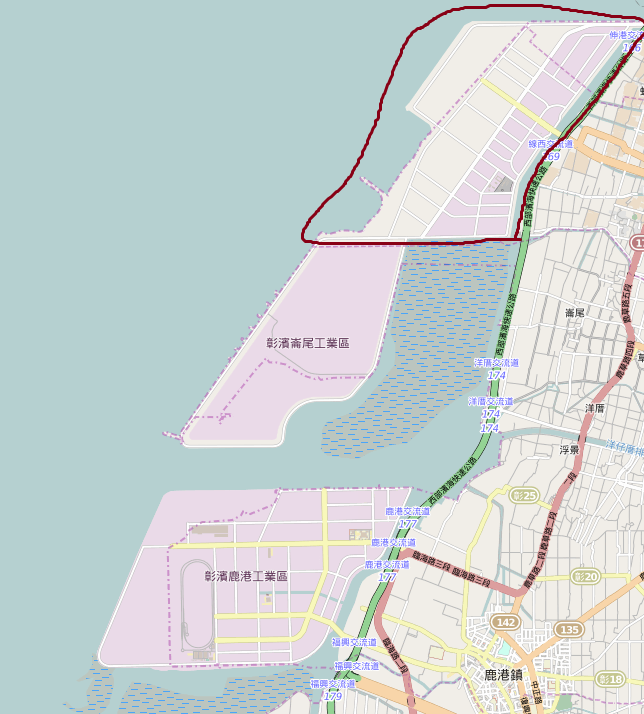
彰化濱海工業區線西區

彰化濱海工業區線西區，又名為「彰濱線西工業區」，是位於線西、泉州厝地區西部「慶安水道」外的填海新生地，南與彰化濱海工業區崙尾區以陸地連接。兩者共同形成一個半島，透過慶安北路與臺灣本島相連。

## 交通
省道台17線（建國路、中山路）又稱「西部濱海公路」，大致以東北－西南走向經過泉州厝地區，往東北可前往梧棲、清水等地，往南可前往鹿港、芳苑、麥寮、台西等地。省道台61線又稱「西部濱海快速公路」，亦以東北－西南走向經過本地區西部海岸地帶，可快速前往台灣西部海岸各地。
省道台61乙線又稱「又稱彰濱聯絡道」，大致以橫向經過本地區西北部，往東可前往國道3號的和美交流道，往西可前往彰化濱海工業區線西區。

## 學校
- 伸仁國小